# Худий Кот
Худий Кот (словен. Hudi Kot) — поселення в общині Рибниця-на-Похорю, Регіон Корошка, Словенія. Висота над рівнем моря: 726,9 м.